# Got the Feelin'
Got the Feelin' is een nummer van de Britse boyband 5ive uit 1998. Het is de derde single van hun titelloze debuutalbum.
"Got the Feelin'" leverde 5ive in diverse Europese landen een grote hit op. Het vrolijke nummer bereikte bijvoorbeeld de 3e positie in het Verenigd Koninkrijk. Ook in het Nederlandse taalgebied sloeg de plaat aan; het bereikte de 4e positie in de Nederlandse Top 40 en Alarmschijf, en de 2e in de Vlaamse Ultratop 50.

## Tracklijst
UK CD1
1. "Got the Feelin'" (radio edit)
2. "Coming Back for More"
3. "Got the Feelin'" (extended)
4. "Got the Feelin'" (video)

UK CD2
1. "Got the Feelin'" (radio edit)
2. "Got the Feelin'" (instrumental)
3. "When the Lights Go Out" (US remix)
4. Exclusive interview

UK cassette single en Europese CD-single
1. "Got the Feelin'" (radio edit) – 3:28
2. "Got the Feelin'" (extended) – 5:20